# Ethan Embry
Ethan Embry, nato Ethan Philan Randall (Huntington Beach, 13 giugno 1978) è un attore statunitense.

## Biografia
Ethan Embry è nato in California, figlio di Karen Daugherty e Charles Randall. Ha iniziato a recitare nel 1991, a tredici anni. Embry ha avuto un ruolo importante nella serie di Showtime Brotherhood - Legami di sangue, dal 2006 al 2008. Dal 2015, è nel cast principale della serie Netflix, Grace and Frankie.

## Vita privata
Il 14 novembre 1998, ha sposato l'attrice Amelinda Smith, con la quale ha avuto un figlio, Cogeian Sky Embry (1999). La coppia ha divorziato nel 2002. Nel 2005, ha sposato l'attrice Sunny Mabrey. I due, hanno divorziato nel 2012 e si sono risposati nel 2015.

## Filmografia

### Cinema
- Prossima fermata: paradiso (Defending Your Life), regia di Albert Brooks (1991)
- Dutch è molto meglio di papà (Dutch), regia di Peter Faiman (1991)
- Caro Babbo Natale (All I Want for Christmas), regia di Robert Lieberman (1991)
- Sulle orme del vento (A Far Off Place), regia di Mikael Salomon (1993)
- Season of Change, regia di Robin P. Murray (1994)
- Evolver - Un amico pericoloso (Evolver), regia di Mark Rosman (1995)
- Empire Records, regia di Allan Moyle (1995)
- L'Albatross - Oltre la tempesta (White Squall), regia di Ridley Scott (1996)
- Music Graffiti (That Thing You Do!), regia di Tom Hanks (1996)
- Las Vegas - Una vacanza al casinò (Vegas Vacation), regia di Stephen Kessler (1997)
- Montana, regia di Jennifer Leitzes (1998)
- How to Make the Cruelest Month, regia di Kip Koenig (1998)
- L'angelo del male (The Prophecy II), regia di Greg Spence (1998)
- Dancer, Texas (Dancer, Texas Pop. 81), regia di Tim McCanlies (1998)
- Giovani, pazzi e svitati (Can't Hardly Wait), regia di Harry Elfont e Deborah Kaplan (1998)
- Generazione perfetta (Disturbing Behavior), regia di David Nutter (1998)
- The Independent, regia di Stephen Kessler (2000)
- Stealing Time, regia di Marc Fusco (2001)
- Ball in the House, regia di Tanya Wexler (2001)
- Tutta colpa dell'amore (Sweet Home Alabama), regia di Andy Tennant (2002)
- They - Incubi dal mondo delle ombre (They), regia di Robert Harmon (2002)
- Manfast, regia di Tara Judelle (2003)
- Timeline - Ai confini del tempo (Timeline), regia di Richard Donner (2003)
- American Trip - Il primo viaggio non si scorda mai (Harold & Kumar Go to White Castle), regia di Danny Leiner (2004)
- Pizza, regia di Mark Christopher (2005)
- Standing Still, regia di Matthew Cole Weiss (2005)
- Vacancy, regia di Nimród Antal (2007)
- Heart of a Dragon, regia di Michael French (2008)
- Player 5150, regia di David Michael O'Neill (2008)
- Eagle Eye, regia di D.J. Caruso (2008)
- The Kane Files: Life of Trial, regia di Benjamin Gourley (2010)
- The Reunion, regia di Michael Pavone (2011)
- Ordinary Man, regia di Michael Yebba (2012)
- Cheap Thrills - Giochi perversi (Cheap Thrills), regia di E.L. Katz (2013)
- The House Across the Street, regia di Arthur Luhn (2013)
- In Security, regia di Adam Beamer e Evan Beamer (2013)
- The Guest, regia di Adam Wingard (2014)
- Late Phases, regia di Adrián García Bogliano (2014)
- Echoes of War, regia di Kane Senes (2015)
- The Devil's Candy, regia di Sean Byrne (2015)
- Fashionista, regia di Simon Rumley (2016)
- First Man - Il primo uomo (First Man), regia di Damien Chazelle (2018)
- Chase - Scomparsa (Last Seen Alive), regia di Brian Goodman (2022)

### Televisione
- Quelle adorabili canaglie (Bad Attitudes), regia di Alan Myerson – film TV (1991) – accreditato come Ethan Randall
- La signora in giallo (Murder, She Wrote) – serie TV, episodi 10x18-11x19 (1994-1995)
- Work with Me – serie TV, 5 episodi (1999-2000)
- FreakyLinks – serie TV, 13 episodi (2000-2001)
- The Twilight Zone – serie TV, episodio 1x07 (2002)
- Dragnet – serie TV, 11 episodi (2003)
- Celeste in città (Celeste in the City), regia di Larry Shaw – film TV (2004)
- Life on Liberty Street, regia di David S. Cass Sr. – film TV (2004)
- Numb3rs – serie TV, episodio 1x12 (2005)
- Masters of Horror – serie TV, episodio 1x01 (2005)
- Law & Order: Criminal Intent – serie TV, episodio 5x12 (2006)
- Brotherhood - Legami di sangue (Brotherhood) – serie TV, 20 episodi (2006-2008)
- Fear Itself – serie TV, episodio 1x10 (2009)
- Dr. House - Medical Division (House, M.D.) – serie TV, episodio 6x10 (2010)
- Fairly Legal – serie TV, episodi 1x01-1x02-1x04 (2011)
- Le streghe di Oz (The Witches of Oz) – miniserie TV, episodio 1x01 (2011)
- CSI: Miami – serie TV, episodi 9x22-10x01 (2011)
- Il doppio volto della follia (Imaginary Friend), regia di Richard Gabai – film TV (2012)
- Drop Dead Diva – serie TV, episodio 4x13 (2012)
- Grey's Anatomy – serie TV, episodio 9x04 (2012)
- C'era una volta (Once Upon a Time) – serie TV, 10 episodi (2013)
- CSI - Scena del crimine (CSI: Crime Scene Investigation) – serie TV, episodio 14x12 (2014)
- Hawaii Five-0 – serie TV, episodio 4x15 (2014)
- Grace and Frankie – serie TV, 94 episodi (2015-2022)
- Sneaky Pete – serie TV, 13 episodi (2015-2019)
- The Walking Dead – serie TV, episodio 6x01 (2015)
- The Twilight Zone – serie TV, episodio 2x03 (2020)
- Creepshow – serie TV, episodio 3x01 (2021)
- Stargirl – serie TV, episodi 2x03-2x09 (2021)
- Gotham Knights – serie TV, episodi 1x06-1x08-1x11 (2023)

## Doppiatori italiani
Nelle versioni in italiano delle opere in cui ha recitato, Ethan Embry è stato doppiato da:
- Francesco Bulckaen in Tutta colpa dell'amore, Celeste in città, Eagle Eye
- Fabrizio Manfredi in Timeline - Ai confini del tempo, American Trip - Il primo viaggio non si scorda mai, First Man - Il primo uomo
- Simone D'Andrea in They - Incubi dal mondo delle ombre, Hawaii Five-0
- Andrea Lavagnino in Dr. House - Medical Division, Il doppio volto della follia
- Roberto Certomà in Grace and Frankie, The Devil's Candy
- Giorgio Borghetti in Empire Records
- Alberto Bognanni in Work with Me
- Teo Bellia in Dragnet
- Alberto Angrisano in Masters of Horror
- Luigi Rosa in Law & Order: Criminal Intent
- Corrado Conforti in Brotherhood - Legami di sangue
- Massimiliano Virgilii in Vacancy
- Emiliano Reggente in The Reunion
- Alessandro Quarta in Fairly Legal
- Francesco Meoni in Le streghe di Oz
- Francesco Pezzulli in CSI: Miami
- Guido Di Naccio in Grey's Anatomy
- Carlo Scipioni in C'era una volta
- Sergio Lucchetti in CSI - Scena del crimine
- Stefano Valli in Late Phases
- Gianluca Crisafi in The Walking Dead
- Stefano Thermes in Sneaky Pete
- Alessandro Parise in Chase - Scomparsa
- Maurizio Merluzzo in Brotherhood - Legami di sangue (ridoppiaggio)